# Patricia Orantes
Ana Patricia Orantes Thomas, couramment appelée Patricia Orantes, née le 20 janvier 1969 à Guatemala, est une biologiste et femme politique guatémaltèque. Elle est élue députée en 2024. Depuis le 11 avril 2024, elle est ministre de l'Environnement et des Ressources naturelles.
Elle est présidente du groupe Semilla au Congrès entre le 18 janvier et le 30 janvier 2024, lorsque Samuel Pérez Álvarez est à nouveau élu président du groupe parlementaire, à la suite de sa destitution en tant que président du Congrès. Trois mois plus tard, le 11 avril 2024, elle est nommée Ministre de l'Environnement et des Ressources naturelles au sein du gouvernement de Bernardo Arévalo.

## Biographie

### Études et parcours professionnel
Patricia Orantes est née dans la ville de Guatemala le 20 janvier 1969. Elle est la fille de Megan Thomas Sick, une anthropologue.
Elle est diplômée en biologiste de l'université de San Carlos à Guatemala et a obtenu un diplôme d'études supérieures en politiques de développement et d'administration publique à l'université de Heidelberg, en Allemagne.
Entre 2006 et 2008, elle est chef du Secrétariat de planification et de la programmation de la Présidence sous le gouvernement d'Óscar Berger. Pour ses services à cette fonction, elle reçoit l'ordre du Mérite civil espagnol, décerné par le roi Juan Carlos Ier.
Ensuite, elle travaille en tant que conseillère sur les questions environnementales auprès de diverses organisations comme le Programme des Nations unies pour le développement, la Commission économique pour l'Amérique latine et les Caraïbes et l'Agence des États-Unis pour le développement international. 

### Parcours politique
Proche de Bernardo Arévalo, Patricia Orantes est membre fondatrice de Semilla en 2017. Au sein du parti, elle assume plusieurs fonctions au sein de la direction, notamment secrétaire d'organisation. Elle est actuellement coordinatrice du parti à Guatemala.
Lors des élections législatives de 2023, elle est placée à la seconde place sur la liste nationale. À l'issue du scrutin, elle est élue députée. Le 17 janvier 2024, elle est élue présidente du groupe Semilla au Congrès, elle succède au président du Congrès Samuel Pérez Álvarez.